# Hoeve Oscar Boelaert
De Hoeve Oscar Boelaert, beter bekend als Hoeve Boelaert, is een Vlaamse boerenhofstede in het natuurgebied Honegem in Erpe, een dorp in de Belgische provincie Oost-Vlaanderen.
De hoeve dateert uit begin 1600 en was sinds 1640 de woonplaats van familie Boelaert.
De huidige halfgesloten boerderij is gebouwd eind 18e/begin 19e eeuw. Het woongedeelte is van het dubbelhuistype. Het kent één bouwlaag en zeven traveeën, en wordt afgedekt door een zadeldak met Vlaamse pannen. Aan de zuidoostzijde bevindt zoch een rechthoekige poort. Op de noordoostelijke zijde is een dwarsschuur opgetrokken, terwijl op het zuidoosten een stalvleugel aanwezig is. Alle gebouwen staan gegroepeerd rond een vierkant erf. 
De omgeving werd als natuurgebied gerangschikt en is beschermd. 